# María José Quiroz
María José Quiroz Prado (Santiago, 1978) es una actriz y comediante chilena. 
Es conocida principalmente por sus personajes humorísticos como Shirley, Dolores Alegría y Eva, esta última perteneciente a la controvertida dupla cómica "Las Iluminadas" del programa Morandé con compañía. Ha trabajado en varios programas de televisión como Inútiles y subversivos de Televisión Nacional de Chile, Morandé con compañía de Mega, Teatro en Chilevisión y El club de la comedia de Chilevisión, entre otros.
Ha sido ganadora del premio Copihue de Oro y del premio TV Grama.

## Televisión

### Programas
| Año       | Programa                                | Rol                        | Personaje                  | Canal                      |
| --------- | --------------------------------------- | -------------------------- | -------------------------- | -------------------------- |
| 2007-2012 | Morandé con compañía                    | Parte del elenco principal | Parte del elenco principal | Mega                       |
| 2010-2011 | Alfombra roja                           | Comediante                 | Shirley / Valeska / Titi   | Canal 13                   |
| 2011      | Calle 7                                 | Comediante                 | Shirley                    | TVN                        |
| 2011      | Inútiles y subversivos                  | Comediante                 | Varios                     | TVN                        |
| 2013      | Fiebre de Viña                          | Comediante                 | Eva (Las Iluminadas)       | Chilevisión                |
| 2013      | Baila! Al ritmo de un sueño             | Comediante                 | Eva (Las Iluminadas)       | Chilevisión                |
| 2013      | El club de la comedia                   | Comediante                 | Eva (Las Iluminadas)       | Chilevisión                |
| 2013-2014 | Teatro en Chilevisión                   | Comediante                 | Eva (Las Iluminadas)       | Chilevisión                |
| 2014      | El elegido                              | Participante               | Shirley                    | Chilevisión                |
| 2014-2021 | Morandé con compañía                    | Parte del elenco principal | Parte del elenco principal | Mega                       |
| 2021      | Mi barrio, tu mejor compañía            | Parte del elenco principal | Parte del elenco principal | Mega                       |
| 2021      | El discípulo del chef                   | Participante               | Participante               | Chilevisión                |
| 2022      | Aquí se baila                           | Participante               | Participante               | Canal 13                   |
| 2022      | Paola y Miguelito (serie de televisión) | Magnolia                   | Magnolia                   | Mega (canal de televisión) |
| 2024      | El antídoto                             | Parte del elenco principal | Parte del elenco principal | Mega                       |

### Series y telenovelas
| Año       | Serie                    | Personaje           | Canal       |
| --------- | ------------------------ | ------------------- | ----------- |
| 2009      | Mea culpa                | Paty                | TVN         |
| 2010      | Los Venegas              | La nueva nana       | TVN         |
| 2010      | Infieles                 |                     | Chilevisión |
| 2011      | Cesante                  |                     | Chilevisión |
| 2014      | Chipe libre              | Hermana de Ricardo  | Canal 13    |
| 2019      | 100 días para enamorarse | María José Quintana | Mega        |
| 2022-2023 | Paola y Miguelito        | Magnolia            | Mega        |

## Teatro
- Tres marías y una rosa (DIR. Aliki Constancio)
- El tiempo y los Conway (DIR. Sebastián Dahm)
- Recuerdo a Mama (DIR. Rodrigo Núñez)
- El sueño de una noche de verano (DIR.Gabriel Prieto)
- La casa por la ventana (DIR. Jaime Vadell)
- Los siete pecados capitales de la sociedad chilena (DIR. Rodrigo Bastidas)
- La pérgola de las flores (DIR. Gabriel Prieto)
- La importancia de llamarse Ernesto (DIR. Gabriel Prieto)
- Rumores (DIR. Gabriel Prieto)
- Morning (DIR. Rodrigo Bastidas)
- Don Juan (DIR. Gabriel Prieto)
- La remolienda (DIR. Gabriel Prieto)
- Close to you (DIR. Gabriel Prieto, Felipe Izquierdo )
- El funeral (DIR. Felipe izquierdo)

## Premios
| Año  | Premiación     | Categoría       | Trabajo nominado                               | Resultado | Ref.  |
| ---- | -------------- | --------------- | ---------------------------------------------- | --------- | ----- |
| 2012 | Copihue de Oro | Comedia y Humor | Las iluminadas (compartido con Mariú Martínez) | Ganadora  | [ 4 ] |